# ヒドロキシプロリン
L-ヒドロキシプロリン（英語: L-hydroxyproline）または、(2S,4R)-4-ヒドロキシプロリン（英語: (2S,4R)-4-Hydroxyproline）は、天然に存在する二級環状アミノ酸（かつてはイミノ酸とも呼ばれた）の一種である。蛋白質構造データバンクによる略称は Hyp または O 。

## 構造
ヒドロキシプロリンは、プロリンのγ炭素原子にヒドロキシ基が結合した構造をしている。
また珪藻の細胞壁にあり、ケイ素の堆積に必要な2,3-シス-3, 4-トランス-ジヒドロキシプロリンのように、別の形のヒドロキシプロリンも天然に存在する。原生生物である卵菌にもヒドロキシプロリンが見られる。

## 生産と機能
ヒドロキシプロリンはタンパク質合成後の翻訳後修飾として、プロリルヒドロキシラーゼによってプロリンにヒドロキシル基が導入されることにより生成される。
ヒドロキシプロリンはコラーゲンの主要な成分であり、プロリンとともにコラーゲンの安定性を担っている。これらは、コラーゲンのらせんをきつく巻くことを可能にし、また水素結合を作ることで、コラーゲンの三本鎖らせんを安定化している。コラーゲン以外には滅多に見られないが、哺乳類の持つタンパク質で他に唯一含まれているのはエラスチンである。このため、ヒドロキシプロリンはコラーゲンやゼラチンの量を測定する指標となりうる。

## 医学的な意義
プロリンのヒドロキシル化にはアスコルビン酸（ビタミンC）が必要である。そのためビタミンCが不足するとコラーゲン中のヒドロキシプロリンの割合が少なくなって安定性が低下し、壊血病を引き起こす。